# Kotaro Oshio
Kotaro Oshio (押尾 コータロー, Oshio Kōtarō) est un guitariste japonais né le 1er février 1968 à Suita. Il compose et interprète des morceaux pour guitare folk seule, inspirés de la musique new age, où il peut exprimer l'étendue de sa virtuosité en picking, tapping, jeu d'harmoniques ainsi que différentes techniques percussives. Il arrange également pour la guitare des thèmes célèbres, comme le Canon de Pachelbel ou le Boléro de Ravel.
Kotaro Oshio a fait une tournée en Asie avec Vitaly Makukin et Andy McKee (USA).[réf. nécessaire]

## Discographie
- Love Strings - (Mars 2001)
- Oshio Kotaro - (Octobre 2002)
- Starting Point - (Juillet 2002)
- Dramatic - (Juin 2003)
- Be Happy - (Juin 2004)
- Bolero! Be Happy Live - (Décembre 2004)
- Panorama - (Septembre 2007)
- Color of Life - (Novembre 2006)
- Blue Sky, Kotaro Oshio Best CD - (Janvier 2007)
- Nature Spirit - (Janvier 2008)
- You & Me - (Octobre 2008)
- Tussie Mussie - (Mars 2009)
- Eternal Chain - (Août 2009)